# Сенигов, Евгений Всеволодович
Евгений Всеволодович Сенигов (1872, Санкт-Петербург — после 1923) — русский офицер, ставший художником и поселившийся на долгое время в Эфиопии (Абиссинии).

## Биография
Родился в обеспеченной дворянской семье, близкой ко двору. Его старшая сестра была фрейлиной императрицы Марии Федоровны.
Закончил реальное училище в Петербурге, в 1892—1894 годах учился в московском Алексеевском военном училище. После выпуска из училища подпоручиком был направлен в туркестанский линейный батальон в Ферганскую область, где он служил с 1894 по 1897 год.
Затем вышел в отставку и в 1897 году в составе военной миссии Н. Леонтьева отправился в Эфиопию. Там Сенигов поступил на службу к императору Менелику II, который отправил его к наместнику Каффы Вольде Гиоргису, покорителю этой провинции. Менелик хотел иметь незаинтересованных европейских свидетелей его завоеваний, которым вынуждены были бы верить колониальные державы, так как Менелику требовалось, чтобы они признали новые границы его страны. Сенигов получил в Каффе должность начальника правого крыла армии Вольда Гиоргиса. В апреле 1904 года он сопровождал по Каффе известного австрийского путешественника Фридриха Бибера.
Сенигов полюбил Эфиопию и решил навсегда поселиться там, чтобы создать на одном из островов озера Тана нечто вроде коммуны толстовского типа. Он завел ферму в Западной Абиссинии, на реке Боро около Уалега. Сенигов хотел добиться самоокупаемости своей коммуны, разводя табак в своем имении и сбывая его через российских подданных, дагестанских купцов Ханафи Магометова и его брата Хаджи.
Сенигов, который отнюдь не бедствовал (но имел проблемы с алкоголем), стал одеваться в эфиопскую одежду и ходить босиком (тогда как эфиопская знать уже стала носить обувь). Он женился на эфиопской девушке из знатной семьи и поселился с ней в обычной хижине. Он много путешествовал по Эфиопии, собирая легенды и записывая со слов стариков рассказы о местных обычаях и традициях.
Сенигов был отличным рисовальщиком, и его портреты пользовались большим успехом как среди эфиопской придворной знати, так и среди европейцев, живших в Аддис-Абебе. Но большую часть картин Сенигов рисовал с натуры, не ради денег. Его называли «русским Гогеном» и «белым эфиопом».
В 1921 году Сенигов выехал из Эфиопии на родину, но был задержан британцами в Египте, и, как писал он сам в апреле 1924 года секретарю отдела Ближнего Востока Наркоминдела Пастухову, «я жил с 21 по 23 год в дороге, с 23-го бедствую в Москве». При этом он писал, что «цель моего приезда — связать мою вторую родину, Абиссинию, с государством, которое по принципам III Интернационала может дать бескорыстную… поддержку ее…».
Известно, что 21 марта 1923 года Сенигов был арестован органами ГПУ, но вскоре был освобождён. Дальнейшая его судьба неизвестна. Известно лишь, что в 1936 или 1937 году его эфиопские акварели были переданы ленинградскому музею антропологии и этнографии женщиной, которая назвалась женой Сенигова. Там они и хранятся в настоящее время.